# Ilenia Malavasi
Ilenia Malavasi (Correggio, 22 ottobre 1971) è una politica italiana.

## Biografia
Diplomata al Liceo Classico Statale Rinaldo Corso di Correggio, nel 1995 si laurea in Lettere classiche e nel 1999 si specializza in Archeologia presso l'Università di Bologna.
Ha svolto la professione di archeologa sia come libero professionista sia come socio di una società di ricerca e documentazione archeologica.
Dal 2015 al 2020 è stata presidente dell'Associazione Teatrale Emilia-Romagna.

## Attività politica
Alle elezioni comunali del 1999 è eletta consigliere comunale di Correggio nelle liste dei Democratici di Sinistra.
Rieletta consigliere comunale alle elezioni del 2004, venendo nominata assessore con deleghe a cultura, turismo, fiere e politiche giovanili nella giunta di centrosinistra presieduta da Marzio Iotti.
Nel 2007 segue la confluenza dei DS nel Partito Democratico.
Alle elezioni amministrative del 2009 è eletta consigliere della provincia di Reggio Emilia nel collegio di Correggio per il PD con il 50,41% dei voti; nel 2010 è nominata assessore provinciale all'Istruzione nella giunta di centrosinistra presieduta da Sonia Masini.
Alle elezioni comunali del 2014 è candidata a sindaco di Correggio per il centrosinistra: sfiora l'elezione al primo turno con il 48,25% dei voti e la ottiene al ballottaggio con il 73,98%, superando la sfidante del Movimento 5 Stelle Manuela Bertani.
Sempre nel 2014 viene rieletta consigliere della provincia di Reggio Emilia con 4998 voti ponderati, venendo poi nominata vicepresidente della provincia. Sarà confermata in entrambe le cariche nel 2016, nel 2018 e nel 2021 nelle giunte di centrosinistra presiedute prima da Giammaria Manghi, poi da Giorgio Zanni. Dal 2018 al 2019 è stata altresì eletta presidente dell'Unione Comuni della Piana Reggiana.
Alle elezioni comunali del 2019 è rieletta sindaco al primo turno con il 58,76% dei voti davanti a Riccardo Rovesti del centrodestra (21,82%) e a Giancarlo Setti del Movimento 5 Stelle (11,53%). Il 28 luglio 2022 si dimette dalla carica di sindaco, intendendo candidarsi alle imminenti elezioni politiche.
Alle elezioni politiche del 2022 è eletta alla Camera dei Deputati nel collegio uninominale Emilia-Romagna - 03 (Reggio Emilia) per la coalizione di centrosinistra (in quota PD), ottenendo il 39,62% dei voti davanti a Roberta Rigon del centrodestra (33,66%) e a Daniele Piccoli del Movimento 5 Stelle (11,40%).